# جاه عبد الرحمن
 جاه عبد الرحمن  بالفارسية ( روستاى چاه عبد الرحمن  ) ، قرية صغيرة تتبع البلدة المركزية (بالفارسية: بخش مرکزی شهرستان بندر لنگه) من توابع مدينة لنجة وتقع في محافظة هرمزگان في جنوب إيران.

## حدود قرية جاه عبد الرحمن
حدود قرية جاه عبد الرحمن: من الشمال: باورد ، من الجنوب مالا، ومن الغرب قرية جنكل، ومن الشرق تنتهي بقرية جَشه.

## السكان
يبلغ عدد سكان قرية جاه عبد الرحمن حسب تعداد السكان لعام 2006 للميلاد، ( 50 ) نسمه تشكل (11 عائلة) ، من أهل السنة والجماعة وعلى المذهب الشافعي. يتكلمون اللغة الفارسية باللهجة المحلية، لهم مسجد، ومدرسة، وعيادة صحية صغيرة، وبرك لحفظ مياه الأمطار، يمتهن السكان بمهنة الزراعة ، و تربية المواشي والأغنام.